# The Handy Man
The Handy Man è un cortometraggio muto del 1923 diretto da Robert P. Kerr e prodotto da Broncho Billy Anderson. Il film è interpretato da Stan Laurel.

## Produzione
Il film fu prodotto da Gilbert M. 'Broncho Billy' Anderson per la Quality Film Productions.

## Distribuzione
Distribuito dalla Metro Pictures Corporation, il film uscì nelle sale cinematografiche USA il 12 marzo 1923.